# Пенкавка
Пенкавка (пол. Pękawka) — село в Польщі, у гміні Сонськ Цехановського повіту Мазовецького воєводства.
Населення — 41 особа (2011).
У 1975-1998 роках село належало до Цехановського воєводства.

## Демографія
Демографічна структура станом на 31 березня 2011 року:
|          | Загалом | Допрацездатний вік | Працездатний вік | Постпрацездатний вік |
| -------- | ------- | ------------------ | ---------------- | -------------------- |
| Чоловіки | 26      | 4                  | 21               | 1                    |
| Жінки    | 15      | 1                  | 9                | 5                    |
| Разом    | 41      | 5                  | 30               | 6                    |